# Підлубово (Караідельський район)
Підлу́бово (рос. Подлубово, башк. Подлуб) — присілок у складі Караідельського району Башкортостану, Росія. Адміністративний центр Підлубовської сільської ради.
Населення — 427 осіб (2010; 468 у 2002).
Національний склад:
- татари — 84 %